# Stylops neonanae
Stylops neonanae är en insektsart som beskrevs av Pierce 1918. Stylops neonanae ingår i släktet Stylops och familjen stekelvridvingar. Inga underarter finns listade i Catalogue of Life.